# Kiko Loureiro
Kiko Loureiro, rodným jménem Pedro Henrique Loureiro (* 16. června 1972, Rio de Janeiro) je brazilský kytarista. Na akustickou kytaru začal hrát ve svých jedenácti letech. O dva roky později přešel k elektrické a v šestnácti začal hrát v kapele. V roce 1993 se stal členem skupiny Angra, se kterou vydal řadu alb. V roce 2005 vydal své první sólové album a do roku 2020 vydal další čtyři. V roce 2015 se stal členem skupiny Megadeth.

## Diskografie

### Sólová alba
- No Gravity (2005)
- Universo Inverso (2006)
- Fullblast (2009)
- Sounds of Innocence (2012)
- Open Source (2020)

### Angra
- Angels Cry (1993)
- Holy Land (1996)
- Fireworks (1998)
- Rebirth (2001)
- Temple Of Shadows (2004)
- Aurora Consurgens (2006)
- Aqua (2010)
- Secret Garden (2014)

### Megadeth
- Dystopia (2016)
- The Sick, the Dying… and the Dead! (2022)